# Cot Utueuen Peuri Mueng
Cot Utueuen Peuri Mueng är en kulle i Indonesien.   Den ligger i provinsen Aceh, i den västra delen av landet, 1 800 km nordväst om huvudstaden Jakarta. Toppen på Cot Utueuen Peuri Mueng är 102 meter över havet.
Terrängen runt Cot Utueuen Peuri Mueng är kuperad åt sydväst, men norrut är den platt. Havet är nära Cot Utueuen Peuri Mueng åt nordost.Runt Cot Utueuen Peuri Mueng är det ganska glesbefolkat, med 22 invånare per kvadratkilometer. Närmaste större samhälle är Banda Aceh, 17,2 km sydväst om Cot Utueuen Peuri Mueng. Omgivningarna runt Cot Utueuen Peuri Mueng är en mosaik av jordbruksmark och naturlig växtlighet.